# Polyandrocarpa oligocarpa
Polyandrocarpa oligocarpa is een zakpijpensoort uit de familie van de Styelidae. De wetenschappelijke naam van de soort is voor het eerst geldig gepubliceerd in 1970 door Millar.